# Treppo Grande
Treppo Grande (en frioulan : Trep Grant) est une commune italienne située dans la région autonome du Frioul-Vénétie Julienne, rattachée à l'organisme de décentralisation régionale d'Udine.

## Géographie
La commune s'étend sur 11,32 km2 dans le centre de la région, à environ 20 km au nord d'Udine.

### Communes limitrophes
|      | Artegna                   | Magnano in Riviera |
| Buja | Treppo Grande             | Cassacco           |
|      | Colloredo di Monte Albano |                    |

## Histoire
Le 6 mai 1976, la municipalité est dévastée par un tremblement de terre, qui entraîne la mort de près d'un millier de personnes au Frioul. 
Après avoir fait partie de la province d'Udine, dissoute en 2018, puis de l'union territoriale intercommunale d'Udine, elle est rattachée depuis le 1er juillet 2020 à l'organisme de décentralisation régionale d'Udine.

## Politique et administration
| Période                                  | Période  | Identité        | Étiquette | Qualité |
| ---------------------------------------- | -------- | --------------- | --------- | ------- |
| 2014                                     | en cours | Manuela Celotti |           |         |
| Les données manquantes sont à compléter. |          |                 |           |         |